# Rodolfo Carelli
Rodolfo Carelli (Montesarchio, 25 giugno 1931) è un politico e scrittore italiano.
Originario di Montesarchio in provincia di Benevento e residente a Sabaudia, è stato deputato della Democrazia Cristiana per cinque legislature ininterrottamente dal 1976 al 1994. Ha ricoperto vari incarichi amministrativi dal Comune di Sabaudia in provincia di Latina, all'amministrazione provinciale di Latina fino alla Regione Lazio.
Come scrittore ha al suo attivo alcune pubblicazioni, in prevalenza di poesia. Una sua raccolta ha conseguito il Premio Viareggio nella sezione Poesia Opera Prima.

## Pubblicazioni
- Per questo tuo ostinato amore, note di Mario Luzi, S.l. s.n., s.d.
- Un posto nel profondo, Nuovedizioni E. Vallecchi, Firenze 1974, Premio Viareggio Opera Prima di Poesia,[1]
- Il regalo del torchio, Laterza, Roma-Bari 1982
- Memoria d'amore, lettera-prefazione di Alberto Frattini, Il ventaglio, Roma 1985
- Per compagno il monte, Il ventaglio, Roma 1989
- Una cifra in più, Newton Compton, Roma 1994
- L'altra metà del cielo: poesie d'amore, Edizioni Il Territorio, Latina 2007
- L'artista e il suo rovello: poesie, prefazione di Luciano Luisi, postfazione di Giovanna Fozzer, Polistampa, Firenze 2011
- Il testimone da Moro e Ruffilli: la democrazia matura e il cittadino arbitro, prefazione di Pierluigi Castagnetti, intervista a cura di Giovanni Grasso, Aracne editrice, Ariccia 2015